# Paracassamlingen i Göteborg
.

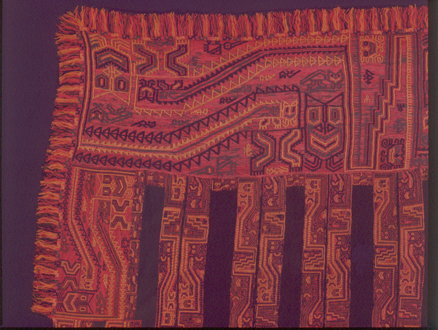
Mantel från Paracaskulturen. Obs! ej ur Göteborgssamlingen, utan ur Larcomuseets samling, Lima

Paracassamlingen i Göteborg är en samling textilier från Paracaskulturen i Peru, som ägs av Göteborgs kommun men förvaltas av Statens museer för världskultur.

## Paracastextilier
Huvudartikel: Paracaskulturen
Inom Paracaskulturen på Paracashalvön vid Stillahavskusten i södra Peru begravdes vissa personer från 500-talet före Kristus och under några århundraden framåt i gravkammare, i sittande ställning i en korg insvepta i upp till 40 lager av vävda och broderade och omönstrade textilier. Dessa utgörs till stor del av dräktdelar som ponchos, mantlar, tunikor, ländkläden och huvudbonader. Man vet inte säkert om alla dräkter som begravts varit använda. Det torra, salta och kalla ökensandlagret har resulterat i att textilierna av bomull samt lama- och vikunjaull bevarats i gott skick så länge de varit nedgrävda. I början av 1900-talet började dessa gravbylten grävas upp, först av gravplundrare och senare av arkeologer.
Den största samlingen av Paracastextilier finns på Museo Nacional de Arqueología, Antropología e Historia del Perú i Lima i Peru. Betydande samlingar finns också på Museum of Fine Arts i Boston, American Museum of Natural History i New York, Brooklyn Museum i New York samt i Göteborg.

## Paracassamlingen
Paracassamlingen består av ursprungligen sammanlagt 100 textilier, varav 89 donerats till dåvarande kommunalägda Göteborgs museum och elva objekt ägs av staten genom Statens museer för världskultur, efter att tidigare ingått i Etnografiska museets i Stockholm samlingar. Hela samlingen hanteras av Statens museer för världskultur. De 89 Paracastextilierna i Göteborg stads ägo kom till Sverige 1931-33. De inköptes av och utfördes från Peru i omgångar, utan utförseltillstånd, av den dåvarande svenske honorärkonsuln i landet, Sven Karell, delvis med hjälp av det svenska sändebudet i Lima Einar Modig. De donerades till dåvarande Göteborgs museum, där Erland Nordenskiöld var chef för den etnografiska avdelningen till juli 1932, efterträdd av Walter Kaudern. Nordenskiöld och Karell hade under 1930-talets första år korresponderat om Karells möjligheter att skaffa föremål till Göteborgs museum.
Göteborgs stads samling förvaltas idag av Statens museer för världskultur för stadens räkning enligt ett särskilt avtal. Textilierna i samlingen är från 100 före Kristus till 300 efter Kristus. De tros komma från Necrópolis de Warikayan (Förfäderstemplets gravplats), där sammanlagt 429 nedgrävda bylten hittats. Delar av denna samling visades första gången 1932 på Göteborgs museum, som då låg i Ostindiska huset. Museet renoverades 1939, varvid  samlingen fick egna utställningsrum. Många av textilierna syddes då upp på oblekt linne och infärgad bomullsslöja och monterades i glas och ram. År 1963 visades samlingen genom att ramar med inglasade textilier hängdes upp på vertikala utdragbara skivor. Eftersom textilierna då skadades av vibrationer vid åkningarna stängde denna utställning 1970 för publik. År 1978 byggdes ett montersystem med glasmontrar på trälådor.
Efter museets flyttning till Gårda 1992 ställdes textilierna ut i montrar. År 2001 flyttades samlingen till det Världskulturmuseets magasin med en luftfjädrad lastbil för att skydda de nedbrutna bomullsfibrerna och förvarades därefter mestadels i vila och i mörker.
Åren 2008–11 ställdes textilier ur Paracassamlingen åter ut i Göteborg på utställningen En stulen värld: Paracassamlingen september 2008 - januari 2011.

## Stiftelsen Paracas
Vården av Paracastextilierna är en besvärlig och kostsam verksamhet. År 1992 bildades Stiftelsen Paracas för att underlätta omhändertagandet av Göteborgs stads samling av Paracastextilier av Göteborgs museinämnd, Kungliga Vetenskaps- och Vitterhetssamhället i Göteborg och Västsvenska industri- och handelskammaren. Stiftelsen bedriver bland annat insamlingsverksamhet för detta ändamål.

## Återlämnande
Den peruanska staten begärde formellt i december 2009 att samlingen skulle återlämnas till Peru, efter det att Världskulturmuseet öppet redovisat att den var stöldgods i sin utställning av Pararacas-textilier.
Göteborgs kommunfullmäktige beslöt hösten 2012 på kulturnämndens förslag att donera samlingen till svenska staten för dess repatriering, men staten nekade av kostnadsskäl att ta emot donationen. Det har därför ankommit på Göteborg att hantera frågan om Göteborgssamlingen med den peruanska staten.
De fyra första av totalt 89 kommunalt ägda textilier ur Göteborgssamlingen överlämnades i Lima av Göteborgs stad till Museo de la Nación i Lima den 18 juni 2014. Fraktkostnaden beräknades 2013 för tre textilier till drygt 300.000 kronor, vartill tillkommer försäkring och resekostnader för dem som ska övervaka transporten och lämna över plaggen till ett museum i Peru. Ett 40-tal textilier återlämnades 2018 och den sista transporten är inplanerad till 2021.